# لودويغ كوبلر
لودويغ كوبلر (2 سبتمبر 1889   - 18 أغسطس 1947) كان جنرال ألماني دير جبيرجستروب (اللفتنانت جنرال) الذي قاد الفرقة الجبلية الأولى، الفيلق الجبلي التاسع والاربعين، الجيش الرابع والمنطقة التشغيلية للبحر الأدرياتيكي خلال الحرب العالمية الثانية. حصل على وسام الفارس الصليبي الحديدي بسبب أفعاله التي يقودها الفرقة الجبلية الأولى خلال غزو بولندا في عام 1939. كما قاد الفرقة خلال غزو فرنسا والدول المنخفضة قبل تعيينه لقيادة XXXXIX فيلق الجبال. خلال قيادته لهذه السلك تورطت في غزو يوغوسلافيا والهجوم على الاتحاد السوفياتي . في ديسمبر 1941 ، تم تعيينه لقيادة الجيش الرابع، ولكن تم فصله من هذا المنصب في يناير من العام التالي، ووضع في فوهررريزيرف (تجمع احتياطي كبار الضابط ). في سبتمبر 1943، تم تعيينه كقائد عام لقوات الأمن لمركز مجموعة الجيش على الجبهة الشرقية، ولكن في الشهر التالي تم تعيينه لقيادة المنطقة التشغيلية للبحر الأدرياتيكي، المتمركزة في تريست على الساحل الأدرياتيكي الشمالي. بعد القبض عليه من قبل القوات اليوغوسلافية في نهاية الحرب، حوكم وأعدم بتهمة ارتكاب جرائم حرب.

## حياة سابقة
ولد كوبلر في 2 سبتمبر 1889،  في قرية هوبفيراو بالقرب من ميونيخ في مملكة بافاريا.  كان والده الطبيب فيلهلم كوبلر ولديه ستة إخوة وأختان. في عام 1895 التحق بمدرسة ابتدائية في فورستنريد التي غادرها بعد ثلاث سنوات. في 20 يوليو 1908، انضم إلى فوج المشاة الملكي البافاري الخامس عشر «الملك فريدريش أوغست ساكسونيا» كطالب. في ذلك الوقت، كان الفوج في نويبورغ آن در دوناو.  وفي 26 أكتوبر من ذلك العام، تم تعيينه رئيسا لفاننيونكر - أونترأوفيتزير.  من 1 أكتوبر 1909 حتى 14 أكتوبر 1910 التحق بمدرسة الحرب (بالألمانية: Kriegsschule) في ميونيخ،  حيث حصل على المركز الخامس من بين 166 طالبًا في سنه. 

## الجوائز
- الصليب الحديدي (1914) الدرجة الثانية (16 سبتمبر 1914) والدرجة الأولى (17 نوفمبر 1914) [4]
- شارة الجرح (1914) باللون الأسود (7 يونيو 1918) [4]
- وسام الاستحقاق العسكري من الدرجة الرابعة بالسيوف والتاج (بافاريا)
- صليب ساكسون نايت، الدرجة الثانية من وسام ألبرت بالسيوف (12 مايو 1916) [4]
- صليب الشرف في الحرب العالمية 1914/1918 (15 ديسمبر 1934) [4]
- وسام الفيرماخت للخدمة الطويلة، من الدرجة الرابعة إلى الدرجة الأولى
- ميدالية أنشلوس (21 نوفمبر 1938) [4]
- ميدالية أنشلوس (1939) الدرجة الثانية (15 سبتمبر 1939) والدرجة الأولى (20 سبتمبر 1939) [4]
- ميدالية الجبهة الشرقية (23 أغسطس 1942) [4]
- وسام الفارس الصليبي الحديدي في 27 أكتوبر 1939 كقائد عام وقائد فرقة جبيرجس [5] [6]

## الحواشي
1. 1 2  Faulhaber 2016.
2. ↑  Thomas & Wegmann 1993، صفحة 466.
3. 1 2 3  Thomas & Wegmann 1993، صفحة 467.
4. 1 2 3 4 5 6 7  Thomas & Wegmann 1993، صفحة 469.
5. ↑  Scherzer 2007، صفحة 480.
6. ↑  Fellgiebel 2000، صفحة 277.

### كتب
- Corrigan، Gordon (2010). The Second World War: A Military History. Atlantic Books. ص. 117–. ISBN:978-0-85789-135-8. مؤرشف من الأصل في 2022-05-15.
- Fellgiebel, Walther-Peer (2000) [1986]. Die Träger des Ritterkreuzes des Eisernen Kreuzes 1939–1945 — Die Inhaber der höchsten Auszeichnung des Zweiten Weltkrieges aller Wehrmachtteile [The Bearers of the Knight's Cross of the Iron Cross 1939–1945 — The Owners of the Highest Award of the Second World War of all Wehrmacht Branches] (بالألمانية). Friedberg, Germany: Podzun-Pallas. ISBN:978-3-7909-0284-6.
- Kaltenegger، Roland (1993). Operationszone "Adriatisches Küstenland". Stocker. ISBN:978-3-7020-0665-5. مؤرشف من الأصل في 2020-03-28.
- Kaltenegger، Roland (2011). General der Gebirgstruppe Ludwig Kübler: Der Bauherr der Deutschen Gebirgstruppe und seine Zeit [General of Mountain Troops Ludwig Kübler: The Developer of the German Gebirgstruppe and his Life]. Flechsig. ISBN:978-3-8035-0006-9. مؤرشف من الأصل في 2020-03-28.
- Knorr، Marvin (2015). The Development Of German Doctrine And Command And Control And Its Application To Supporting Arms, 1832–1945. Pickle Partners Publishing. ص. 147–. ISBN:978-1-78625-062-9. مؤرشف من الأصل في 2020-03-28.
- Mitcham، Samuel W. (2007a). German Order of Battle: Panzer, Panzer Grenadier, and Waffen SS divisions in World War II. Stackpole Books. ISBN:978-0-8117-3438-7. مؤرشف من الأصل في 2020-03-28.
- Mitcham، Samuel W. (2007b). German Order of Battle: 291st-999th Infantry divisions, named infantry divisions, and special divisions in World War II. Stackpole Books. ص. 166–. ISBN:978-0-8117-3437-0. مؤرشف من الأصل في 2020-03-28.
- Pohl، Dieter (2008). Die Herrschaft der Wehrmacht: Deutsche Militärbesatzung und einheimische Bevölkerung in der Sowjetunion 1941–1944. Oldenbourg Wissenschaftsverlag. ISBN:978-3486580655.
- Scherzer, Veit (2007). Die Ritterkreuzträger 1939–1945 Die Inhaber des Ritterkreuzes des Eisernen Kreuzes 1939 von Heer, Luftwaffe, Kriegsmarine, Waffen-SS, Volkssturm sowie mit Deutschland verbündeter Streitkräfte nach den Unterlagen des Bundesarchives [The Knight's Cross Bearers 1939–1945 The Holders of the Knight's Cross of the Iron Cross 1939 by Army, Air Force, Navy, Waffen-SS, Volkssturm and Allied Forces with Germany According to the Documents of the Federal Archives] (بالألمانية). Jena, Germany: Scherzers Militaer-Verlag. ISBN:978-3-938845-17-2.
- Schreiber، Dr. Gerhard؛ Stegemann، Bernd؛ Vogel، Detlef (1995). The Mediterranean, South-East Europe, and North Africa, 1939-1941 : from Italy's Declaration of Non-belligerence to the Entry of the United States into the War. أكسفورد, United Kingdom: Oxford University Press. ISBN:978-0-19-822884-4. مؤرشف من الأصل في 2020-03-28.
- Thomas, Franz; Wegmann, Günter (1993). Die Ritterkreuzträger der Deutschen Wehrmacht 1939–1945 Teil VI: Die Gebirgstruppe Band 1: A–K [The Knight's Cross Bearers of the German Wehrmacht 1939–1945 Part VI: The Mountain Troops Volume 1: A–K] (بالألمانية). Osnabrück, Germany: Biblio-Verlag. ISBN:978-3-7648-2430-3.

### مواقع الويب
- Rink، Martin (14 يناير 2014). "Bundeswehr". Historical Dictionary of Bavaria. مؤرشف من الأصل في 2020-03-20. اطلع عليه بتاريخ 2016-07-28.
- "Ludwig Kübler". Faulhaber-Edition. Institute of Contemporary History Munich-Berlin. 19 مايو 2016. مؤرشف من الأصل في 2020-03-28. اطلع عليه بتاريخ 2016-07-28.

| مناصب عسكرية    | مناصب عسكرية                                                  | مناصب عسكرية    |
| --------------- | ------------------------------------------------------------- | --------------- |
| سبقه {{{سبقه}}} | Commander of الفرقة الجبلية الأولى {{{الأعوام}}}              | تبعه {{{تبعه}}} |
| سبقه {{{سبقه}}} | Commander of الفيلق الجبلي التاسع والاربعين {{{الأعوام}}}     | تبعه {{{تبعه}}} |
| سبقه {{{سبقه}}} | Commander of الجيش الرابع {{{الأعوام}}}                       | تبعه {{{تبعه}}} |
| سبقه {{{سبقه}}} | Commander of مجموعة جيوش المنطقة الخلفية الوسطى {{{الأعوام}}} | تبعه {{{تبعه}}} |
| سبقه {{{سبقه}}} | Commander of LXXXXVII Army Corps z.b.V. ‏ {{{الأعوام}}}        | تبعه {{{تبعه}}} |